# キートン・パークス
キートン・パークス（Keaton Parks、1997年8月6日 - ）は、アメリカ合衆国出身の同国代表サッカー選手。ニューヨーク・シティFC所属。ポジションはMF。

## クラブ経歴
ポルトガルで開催されたユース大会での活躍が評価され、2015年にヴァルジンSCと契約を結んだ。2016年9月4日、リーガプロのCDアヴェス戦でプロデビューを果たした。
2017年7月25日、リーグ王者のSLベンフィカと契約を結び、リーガプロのSLベンフィカBに登録された。11月18日、タッサ・デ・ポルトガル4回戦のヴィトーリアFC戦でトップチームデビュー。12月6日、クラブとの契約を2020年まで延長した。
2019年1月19日、メジャーリーグサッカーのニューヨーク・シティFCに1シーズンレンタル移籍。2020年1月8日、ニューヨーク・シティFCに完全移籍。

## 代表歴
2017年4月、ロンドンで行われたU-20代表のトレーニングキャンプに参加した。2018年5月28日にボリビア代表との親善試合で初のA代表招集を受け、同試合でジョー・コロナとの交代で61分からピッチに立ちデビューした。